# Galaktorrhoe
Galaktorrhoe (von griech. γάλα, gála; Genitiv γάλακτος, gálaktos, „Milch“ und ῥέω, rhéo, „ich fließe“), auch bekannt unter den Schreibweisen Galaktorrhö oder (selten) Galactorrhöe und Galactorrhö, im Volksmund auch (krankhafter) Milchfluss genannt, beschreibt den Austritt von Muttermilch oder muttermilchartigem Sekret aus der Brust bei weiblichen Säugetieren, ohne dass eine Schwangerschaft und Wochenbett stattgefunden haben und ohne dass das Stillen fortdauert, oder sehr viel seltener und aus anderen Gründen, auch aus männlichen Brustwarzen.
Bei  manchen Frauen kann durch Drücken der Brustwarze Milchfluss bewirkt werden, da durch die Stimulation das Hormon Prolaktin ausgeschüttet wird, ein Sexualhormon, welches beim Stillen eine unterstützende Funktion hat. Der Prolaktinspiegel kann bei Frauen ansteigen, wenn sie hormonelle Verhütungsmittel wie die Anti-Baby-Pille nehmen, Drogen konsumieren oder psychische Probleme haben und unter Stress stehen, aber auch als Nebenwirkung von Blutdrucksenkern und Neuroleptika.
Meist ist der Milchfluss ungefährlich, und in der Hälfte der Fälle kann keine Ursache gefunden werden. Ein Arztbesuch wird aber angeraten, wenn der Milchfluss anhaltend ist, nur einseitig vorkommt, von selbst austritt, Schmerzen bereitet, riecht und/oder klebrig, eitrig oder blutig ist, da dies ein Hinweis auf ein frühes Stadium von Brustkrebs sein könnte. Galaktorrhoe kann bei beiden Geschlechtern, Kindern (Jungfrauenmilch) und sogar bei Säuglingen (Hexenmilch) auftreten, bei erwachsenen Männern sollte stets eine diagnostische Abklärung erfolgen.
Tritt die Galaktorrhoe bei Neugeborenen auf, muss man sich in der Regel keine Sorgen machen. Man geht davon aus, dass die Hormonbildung der Mutter während der Schwangerschaft dafür verantwortlich ist. Das gebildete Prolaktin und Östrogen soll die werdende Mutter bereits während der Schwangerschaft auf den späteren Stillprozess vorbereiten. Es kann jedoch dazu kommen, dass die Hormone über den Versorgungskanal in den Organismus des Ungeborenen gelangen. Diese Hormone können dazu führen, dass die Brustdrüsen des Kindes anschwellen und nach der Geburt das Milchsekret abgeben. Die scheinbar ungewöhnliche Milchbildung hält jedoch maximal ein bis zwei Wochen an.
Bereits im 16. Jahrhundert entdeckte man dieses Phänomen bei Neugeborenen. Eine wissenschaftliche Erklärung, wie man sie heute hat, war zu diesen Zeiten jedoch nicht denkbar. Da man sich das Phänomen nicht erklären konnte, führte man es auf böse Kräfte zurück. Man glaubte, dass verhexte Vögel und Hexen in Vogelgestalt die Kinder aufsuchten und verzauberten. Das damals als giftig angesehene Sekret wurde daher als Hexenmilch bezeichnet.
Ein Milchfluss bei gleichzeitigem Ausbleiben der Regelblutung (Amenorrhoe) kann auf ein Prolaktinom hinweisen.